# Julian Biggs
Julian Biggs (* 24. Februar 1920 in Port Perry, Provinz Ontario, Kanada; † 4. Dezember 1972 in Montreal, Provinz Québec, Kanada) war ein kanadischer Filmproduzent, Filmregisseur, Drehbuchautor und Filmschaffender, der mit dem von ihm produzierten Kurzfilm Paddle to the Sea für einen Oscar nominiert war und für Herring Hunt, mit dem die National Film Board of Canada nominiert war, als Regisseur die Verantwortung trug. Biggs gehörte dem National Board of Canada an.

## Biografie
Julian Biggs absolvierte die University of Toronto. Während des Zweiten Weltkriegs diente er in der kanadischen Armee und gehörte der Marine an. 1951 trat er als Produktionsassistent und Autor dem National Film Board bei. Sein erster Film dort war der im selben Jahr entstandene Dokumentar-Kurzfilm Oyster Man, bei dem er gemeinsam mit Jean Palardy Regie führte und zudem das Drehbuch schrieb. Der Film thematisiert verschiedene Stadien der Austernzucht im Sankt-Lorenz-Golf. Es folgten 1952 die Kurzfilme With the Canadians in Korea über die Lebensbedingungen und militärischen Operationen der 25. kanadischen Infanteriebrigade während des Koreakriegs und The Son über einen Bauernsohn, der sein Land verlassen möchte, um sich für mehr Unabhängigkeit einzusetzen. Bei der im Jahr darauf veröffentlichten Kurzdokumentation Let’s Talk About Films trat Biggs erstmals als Produzent auf, führte Regie und schrieb das Drehbuch. Bei dem oscarnominierten Dokumentar-Kurzfilm Herring Hunt, in dem es um die Geschichte eines Trawlers und um den Fang von Heringen geht, führte Biggs Regie. 
Der 1965 erschienene Film 23 Skidoo, bei dem Biggs für Regie und Schnitt zuständig war, wurde für einen BAFTA Award in der Kategorie „Bester Kurzfilm“ nominiert sowie für einen UN Award. Julian Biggs wurde für seinen Film lobend auf dem Film-Festival in Krakau erwähnt. Der experimentelle Film zeigt Stadtgebiete ohne Seele. Der von Biggs produzierte Kurzfilm Paddle to the Sea, für den er eine Oscarnominierung erhielt, verfolgt die Stationen einer von dem junge Kyle geschnitzten in einem Kanu sitzenden Indianerfigur, die der Junge ins Wasser gesetzt hat, damit sie eine Reise antreten kann, die er wohl nie wird machen können. 1966 vertraute man Biggs die Leitung englischer Produktionen an. Ab 1968 widmete er sich dann wieder stärker eigenen Produktionen, unter denen sich mehrere der frühen NFB-Dramen befinden sowie die Perspective-Serie. Dabei handelt es sich um eine Serie von dreißigminütigen Dramen im Zeitraum 1956 bis 1958. Der Schwerpunkt lag dabei auf Dokumentarfilmen, in denen soziale Themen wie Alkoholismus, Drogensucht oder Adoleszenz im Mittelpunkt stehen sowie Filme über ältere Menschen und deren Befindlichkeiten oder auch Rassenprobleme. Ein Beispiel dafür war der von Biggs inszenierte Kurzfilm Monkey on the Back, tragisch und düster, in dem die Menschen vergeblich versuchen, sich von der Drogensucht zu befreien. Als Nachfolger der im Frühjahr 1958 eingestellten Serie wurde die Dokumentationsserie Candid Ayes ins Leben gerufen, die sich Themen wie beispielsweise der Heilsarmee, dem Tabakanbau in Ontario oder der Polizei in Toronto widmete. 
In seiner letzten Filmarbeit, dem 1970 erschienenen Dokumentarfilm A Little Fellow from Gambo: The Joey Smallwood Story, porträtierte Biggs Neufundlands Premierminister Joey Smallwood. Für diese Arbeit wurde er noch im selben Jahr bei den Canadian Film Awards mit einem Preis in der Kategorie „Bester Regisseur“ geehrt. Biggs hatte sich in seinen 1961/1962 entstandenen Kurzfilmen bereits mit folgenden kanadischen Persönlichkeiten auseinandergesetzt:
- William Lyon Mackenzie, erster Bürgermeister Torontos
- Robert Baldwin, kanadischer Anwalt und Politiker
- Louis-Joseph Papineau, kanadischer Politiker
- Joseph Howe, kanadischer Politiker und Journalist
- John Macdonald, erster Premierminister Kanadas und einer der Väter der Konföderation
- Charles Tupper, sechster Premierminister Kanadas mit der kürzesten Amtszeit
- George-Étienne Cartier, Premierminister der Provinz Kanada und Kanadas erster Verteidigungsminister
- Alexander Tilloch Galt, kanadischer Politiker und Unternehmer, zwölf Jahre lang Finanzminister Kanadas

Julian Biggs starb im Alter von 52 Jahren in seiner Heimat Kanada.

## Filmografie (Auswahl)
als Produzent, wenn nicht anders angegeben
- 1951: Oyster Man (Kurzdokumentation; Regie)
- 1952: With the Canadians in Korea (Kurzdokumentation; Regie + Autor)
- 1952: The Son (Kurzfilm; Regie + Autor)
- 1953: Let’s Talk About Films (Kurzdokumentation; + Regie + Autor)
- 1953: Eye Witness No. 57 (Kurzfilm; + Regie)
- 1953: Herring Hunt (Dokumentar-Kurzfilm; Regie)
- 1954: Pilgrim Geese (Kurzfilm)
- 1954: Dresden Story (Kurzdokumentation; + Regie + Editor)
- 1954: Basic Rescue No. 1 bis No. 5 (Kurzfilme)
- 1955: Why Grow Fat Hogs? (Dokumentar-Kurzfilm; + Regie)
- 1955: Chickens by the Million (Dokumentar-Kurzfilm)
- 1956: The Yellow Leaf (Kurzfilm)
- 1956: Monkey on the Back (Kurzfilm; Regie)
- 1956: Canadians Abroad (Kurzfilm)
- 1956: Back Into the Sun (Kurzfilm)
- 1957: Wolfe and Montcalm (Kurzfilm)
- 1957: Who Is Sylvia? (Kurzfilm)
- 1957: Capital City (Kurzfilm)
- 1958: School for the Stage (Dokumentar-Kurzfilm; Regie)
- 1958: Conquest of Cold (Dokumentarfilm; Regie)
- 1959: U.N. in the Classroom (Kurzdokumentation)
- 1959: Grassland Farming (Kurzdokumentation)
- 1960: This Electronic World (Dokumentar-Kurzfilm; Regie)
- 1960: On Prescription Only (Dokumentar-Kurzfilm; Regie)
- 1961: William Lyon Mackenzie: A Friend to His Country (Kurzfilm)
- 1961: Robert Baldwin: A Matter of Principle (Kurzfilm)
- 1961: Louis-Joseph Papineau: The Demi God (Kurzfilm)
- 1961: Joseph Howe: The Tribune of Nova Scotia (Kurzfilm; + Regie)
- 1961: John A. Macdonald: The Impossible Idea (Kurzfilm)
- 1961: Charles Tupper: The Big Man (Kurzfilm)
- 1962: Georges-Étienne Cartier: The Lion of Québec (Kurzfilm)
- 1962: Alexander Galt: The Stubborn Idealist (Kurzfilm; + Regie)
- 1963: Three Grandmothers (Dokumentar-Kurzfilm; Regie)
- 1963: Canada: White Goods (Kurzdokumentation)
- 1963: Canada: Animal Vaccine (Kurzdokumentation)
- 1964: Three Country Boys (Dokumentar-Kurzfilm; + Regie)
- 1964: Phoebe (Kurzfilm)
- 1965: Bahnfahrt mit Buster Keaton (The Railrodder; Kurzfilm)
- 1965: 23 Skidoo (Kurzfilm; + Regie + Editor)
- 1965: Buster Keaton Rides Again (Dokumentarfilm)
- 1965: John Hirsch: A Portrait of a Man and a Theatre (Kurzdokumentation)
- 1966: Paddle to the Sea (Dokumentar-Kurzfilm)
- 1966: High Steel (Kurzdokumentation)
- 1966: Notes for a Film About Donna & Gail
- 1966: Each Day That Comes (Kurzfilm)
- 1967: Anti-submarine Warfare: Maritime Briefing (Kurzdokumentation; Regie)
- 1970: A Little Fellow from Gambo: The Joey Smallwood Story (Dokumentarfilm; + Regie + Autor)

Film über ihn selbst
- 1955: Raising the Hogs the Marekt Wants (Dokumentar-Kurzfilm)

## Auszeichnungen
Krakow Film Festival 1965
- Lobende  Erwähnung mit seinem Film 23 Skidoo

British Academy Film Awards 1965
- Nominierung des Films 23 Skidoo für den BAFTA Award in der Kategorie „Bester Kurzfilm“
- Nominierung des Films 23 Skidoo für den United Nations Award

Oscarverleihung 1968
- Nominiert mit Paddle to the Sea in der Kategorie „Bester Kurzfilm“ (Live Action)